# Universitas Muhammadiyah Magelang
Universitas Muhammadiyah Magelang – indonezyjska uczelnia prywatna w mieście Magelang (prowincja Jawa Środkowa). Została założona w 1964 roku.